# Slavotin, Montana
Slavotin (în bulgară Славотин) este un sat în comuna Montana, regiunea Montana,  Bulgaria. 

## Demografie
Componența etnică a satului Slavotin
     Bulgari (96,67%)
     Romi (1,24%)
     Nicio identificare (2,07%)
     Altele (0,83%)
La recensământul din 2011, populația satului Slavotin era de 481 locuitori. Din punct de vedere etnic, majoritatea locuitorilor (96,67%) erau bulgari, cu o minoritate de romi (1,24%). Pentru 2,07% din locuitori nu este cunoscută apartenența etnică.